# Wehrmachtslokomotive D 311
Wehrmachtslokomotiv D 311 var diesellokomotiv byggda för tyska Wehrmacht för användning med den tunga kanonen 80 cm Kanone (E). Totalt åtta fordonshalvor från denna serie anskaffades till Wehrmacht 1939 från konsortiet F. Krupp / Siemens-Schuckert (SSW). Efter andra världskriget användes de återstående loken av Deutsche Bundesbahn som V-serien 188, från 1968 som 288-serien.

## Konstruktion
D 311 Wehrmacht-loken konstruerades som dieselelektriska dubbellok, var och en med halvenheter a och b. Den sexcylindriga dieselmotorn i varje halvenhet drev en generator som i sin tur drev en elektrisk drivmotor på varje av de fyra hjulaxlarna. Hjularrangemangets beteckning var följaktligen Do+Do. Loken hade ursprungligen en motoreffekt på 940 hk (motsvarande 691 Kilowatt )  per fordonshalva och hade en högsta tillåten hastigheter på 75 kilometer i timmen. Reglagen på båda loken var elektriskt kopplade och manövrerades från förarhytten framför. Den sammanlagda massan för båda halvorna av fordonet var 147 Metriska ton. De två enheterna var sammankopplade med en kort koppling. De två mittaxlarna på varje halvenhet var förskjutbara i sidled för att klara mindre kurvradier på spåret. 
D311 levererades i Wehrmachts sedvanliga svartgrå färg (Ral 7021), som senare användes för alla andra nya leveranser av krigslok och större reparationer av lokomotiv från Reichsbahn. Tre av loken överlevde kriget och två togs i drift av Deutsche Bundesbahn (DB) efter kriget, det tredje sparades som reservdelslager. Efter en första revision efter kriget fick loken färgen flaskgrönt (Ral 6007) som då var brukligt på DB. Senare fick loken ny lackering som en del av en ytterligare upprustning, den lack som då var bruklig för diesellok i purpurröd (Ral 3004).

## Användning
D 311 var avsedda att transportera järnvägskanoner till deras uppbyggda skjutpositioner. Väl i skjutposition användes loken för att med hög precision flytta kanonen längs med ett krökt spår för att rikta kanonen i sidled och även förse pjäsen med elektrisk energi. Den huvudsakliga tänkta användningen för loken var tillsammans med 80 cm Kanone (Eisenbahn) som var så stor så att dessa lavett krävde två parallella spår, därmed krävde den också två lok för att rikta kanonen.Den faktiska användningen i denna roll var mycket begränsad, eftersom endast den första kanonen Schwerer Gustav kom att användas i strid endast en gång, i samband med artilleribombardemanget av befästningarna kring Sevastopol under 1942.
Efter slutet av andra världskriget, kom två av D 311 loken, nummer 03 och 04, tas i tjänst som serie V 188 av Deutsche Bundesbahn, lok nummer 02 sparades som reservdelslager. Efter 1968 som 288-serien. När Krauss-Maffei konverterade loken för godstransport, ersattes de två 940 hk motorerna med 1100 hk motorer utvecklade av Maybach för V-serien 200.0.
Belysningssystemen avpassat för militär användning reducerades till standardljussignalerna på båda loken. Målningen anpassades till de nya lokens vinröda färgsättning och flera justeringar gjordes under den återstående drifttiden, till exempel på tryckluftsbromsarna och värmesystemet. De två enheterna i 288-serien användes av Gemünden och Bambergs depåer tills de pensionerades 1971. 1973 skrotades båda loken av företaget Layritz i Penzberg.